# دگردندانان
دگردندانان (نام علمی: Allodontidae) نام یک تیره از راسته چندتکمیزه‌ایان است.